# Courtefontaine (Jura)
Courtefontaine település Franciaországban, Jura megyében. Lakosainak száma 260 fő (2022. január 1.). Courtefontaine Villars-Saint-Georges, Fourg, Roset-Fluans, Chissey-sur-Loue, Fraisans és Salans községekkel határos.

## Népesség
A település népességének változása:
| Lakosok száma | 106  | 138  | 185  | 204  | 232  | 240  | 249  | 254  | 255  | 260  |
|               | 1968 | 1982 | 1990 | 2006 | 2013 | 2015 | 2017 | 2019 | 2020 | 2022 |